# Turkiets filmhistoria
Turkiets filmhistoria har spelat en viktig roll i den turkiska kulturen. De senaste åren har landets filmindustri blomstrat, och levererat många kvalitetsfilmer till publiken i Turkiet, till de turkiska minoriteterna i Europa, och i sällsynta fall, till USA. Yeşilçam ("Grön tall") är för den turkiska filmen vad Hollywood är för den amerikanska. Yeşilçam har fått sitt namn efter gatan Yeşilçam i Beyoğludistriktet i Istanbul där många skådespelare, filmregissörer och andra filmarbetare bodde. Det fanns även många filmstudior i området. Från 1950- till 1970-talet producerade Yeşilçam 250–300 filmer om året, vilket gjorde den till en av de största filmindustrierna i världen. När televisionen slog igenom gick det utför med filmindustrin, men de senaste åren har inneburit ett återuppstående för den turkiska filmen, som konstform men också ur en kommersiell synvinkel.

## Historia

### Överblick
Turkiets filmproduktion har genomgått samma utveckling som många andra nationella filmindustrier under 1900-talet. Produktionen av film var ojämn fram till 1950-talet, och filmmarknaden styrdes i stort sett av några få importföretag som kämpade för dominans i de folkrikaste och lönsammaste städerna som Istanbul och Izmir. Biograferna visade sällan lokalt producerad film och större delen av utbudet bestod av film från den starkare filmindustrin i väst, speciellt från USA, Frankrike, Italien och Tyskland. Dessa importörer gjorde då och då några halvhjärtade försök att göra filmer i Turkiet, eftersom de kunde lita på sitt distributionsmonopol och biografkedjor som garanterade dem att få tillbaka de satsade pengarna. Mellan åren 1896 och 1945 gjordes mindre än totalt 50 filmer, alltså mindre än en film om året. Jämfört med de tusentals filmer som importerats och visats under samma period, blir det svårt att tala om en förekomst av filmproduktion i Turkiet innan 1950-talet.
Detta kom dock snabbt att ändras efter andra världskriget. 1952 producerades totalt 49 filmer, alltså mer än vad som gjorts dittills i hela filmhistorien. Under 1960-talet blev Turkiet det femte största landet inom filmproduktion i världen, och den årliga filmproduktionen kom upp i 300 i början av 1970-talet. Jämfört med många andra länders filmhistoria ses Turkiets filmindustri efter 1950-talet fortfarande som en bravad. 
På 60-talet och 70-talet, var svensken Eva Bender en stjärna av turkisk film.
Effekten av TV och video som de nya, populära massmedierna och det politiska tumultet på 1970-talet (ofta i samband med svåra ekonomiska kriser) orsakade en stor nedgång i biljettförsäljningen, vilket i sin tur ledde till att en lång kris startade omkring 1980 och som fortsatte in på 1990-talet. Från 1966 sjönk antalet sålda biljetter från 90 miljoner till 56 miljoner 1984 och endast 11 miljoner 1990. Samtidigt sjönk antalet biografer från omkring 2000 år 1966, till 854 år 1984, och 290 år 1990. Under 1990-talet låg produktionstakten på mellan 10 och 15 filmer per år, varav hälften inte kom upp på biograferna. 
Sedan 1995 har antalet filmer dock återigen ökat. Efter år 2000 har den årliga biljettförsäljningen nått 20 miljoner och sedan samma år har också antalet biografer ökat, till att idag uppgå till ungefär 500 stycken. Idag drar turkiska filmer miljonpublik och toppar tittarlistorna, och säljer också oftast mer biljetter än utländska filmer. Det är dock svårt att tala om en filmindustri, eftersom de flesta filmerna görs som privatprojekt av regissörer som annars arbetar för televisionen, reklam eller teater. Utomlands distribueras dessa filmer av utländska bolag, som Warner Brothers och United International Pictures.

### Innan 1950
De flesta filmer som gjordes i Turkiet innan 1950 var projekt påbörjade av importbolag som ägdes av lokala familjer, där İpek Film antagligen är den mest kända, ett dotterbolag till "İpekprodukter", ett importföretag som startats redan på 1800-talet. Ett annat viktigt bolag i den turkiska filmens barndom var Kemal Film, ett företag vars roll som ett stort importföretag ofta har förbisetts för ett fåtal lokala filmer de gjorde under 1920-talet. (En intressant anekdot är att grundarna av Kemal Film köpte sin första filmkamera på lån från "Ipekprodukter"). De båda bolagen kom att bli de största filmdistributörerna fram till 1950-talet, och de enda bolagen som var tillräckligt framgångsrika för att kunna producera film på egen hand, med minimal risk för misslyckanden eftersom de redan hade största delen av distributionssystemet och biografintäkter som garanterade att de satsade pengarna kom tillbaka. 
Den stora tekniska utvecklingen hos dessa bolag var dock en anpassning till de stora västerländska bolagen vars filmer de importerade. Ett exempel är starten av dubbningsstudion Marmara i början av 1930-talet, då de västerländska filmstudiorna slutat göra stumfilm, vilket drev på de importberoende bolagen att själva göra egna filmer.
De stora distributörerna i Istanbul, främst İpek Film och Kemal Film ökade stegvis sin distribution till att täcka resten av landet under 1930-talet, vilket ledde till det så kallade "regionsystemet" (Bölge İşletmeleri), som bestod av sju distributionssystem med högkvarter etablerade i de viktigaste städerna i dessa regioner: İstanbul (Marmararegionen), İzmir (Aegaeanregionen), Ankara (Mellananatolien), Samsun (Svartahavsregionen), Adana (Medelhavsregionen), Erzurum (Östanatolien) och Diyarbakir (Sydostanatolien). Regionsystemet blev mycket viktigare efter 1950-talet, när lokal filmproduktion ökade och spelade in mer pengar än utländska filmer. Systemet ledde också fram till bildandet av Yeşilçam (ofta kallat "Turkiets Hollywood"), som skulle bli den turkiska filmens centrum mellan 1955 och 1975. Efter 1965 tog ett så kallat "Samarbetssystem" (Kombine Sistem), lett av en organisation av några regionledare, kontrollen över nästan all filmproduktion. En av förgrundsgestalterna i organisationen var producenten Türker İnanoğlu, som idag leder Ulusal Film, Turkiets största TV-produktionsbolag.